# Москаленко, Кирилл Семёнович
Кири́лл Семёнович Москале́нко (укр. Кирило Семенович Москаленко; 28 апреля (11 мая) 1902, село Гришино, Екатеринославская губерния, Российская империя — 17 июня 1985, Москва, СССР) — советский военачальник. Дважды Герой Советского Союза (1943, 1978), Маршал Советского Союза (1955). Член ЦК КПСС (1956—1985). Депутат Совета Национальностей Верховного Совета СССР 2—11 созывов (1946—1985) от РСФСР (11-й созыв).

## Биография
Кирилл Семёнович Москаленко родился 11 мая (по старому стилю 28 апреля) 1902 года в селе Гришино Бахмутского уезда Екатеринославской губернии Российской империи (ныне в составе Покровского района Донецкой области Украины). Из крестьянской семьи.
Окончил четырёхклассную начальную сельскую школу, два класса училища министерства образования («министерское училище»). С 1917 по 1919 годы учился в сельскохозяйственном училище на станции Яма под Бахмутом, где, как вспоминал сам позже, в одно время с ним учился поэт В. Н. Сосюра. Вынужден был прервать учёбу из-за начавшейся Гражданской войны.
Вернулся в родное село, работал в сельском ревкоме. При захвате территории губернии войсками Добровольческой армии генерала А. И. Деникина из-за угрозы казни скрывался. После занятия села войсками Красной армии в августе 1920 года вступил в её ряды.

### Участие в Гражданской войне и первые мирные годы
Участник боевых действий Гражданской войны в составе Первой конной армии. Воевал рядовым бойцом против войск генерала П. Н. Врангеля и атамана Н. И. Махно. В декабре 1920 года направлен на учёбу.
Учился в Луганской артиллерийской школе и в 2-й Харьковской артиллерийской школе. В мае 1921 года переведён на артиллерийское отделение Харьковской объединённой школы червоных старшин, которое окончил в 1922 году. Позднее окончил курсы усовершенствования командного состава артиллерии РККА в Ленинграде (1928), факультет усовершенствования высшего командного состава Военной академии им. Ф. Э. Дзержинского (1939). В период учёбы в Харькове в составе школы участвовал в боях с бандами на Дону и в Донбассе.
С 1922 по 1932 годы служил в составе 6-й Чонгарской кавалерийской дивизии (до 1924 года в составе Первой конной армии), командир взвода конно-артиллерийского дивизиона. В период службы в Армавире участвовал в боях с политическим бандитизмом на Северном Кавказе.

### 1920—1930-е годы
В сентябре 1923 года вместе с воинской частью был переведён в Брянск. С 1924 года — командир батареи, с 1928 года — командир учебной батареи, артиллерийского дивизиона, начальник штаба артиллерийского полка.
С 1932 года служил в особой кавалерийской дивизии Особой Краснознамённой Дальневосточной армии под Читой, сначала начальник штаба, затем, с 1934 года — командир кавалерийского полка. С 1935 года командовал 23-й механизированной бригадой в Приморском крае. С 1936 года служил в 45-м механизированном корпусе Киевского военного округа.
В 1939 году назначен начальником артиллерии 51-й Перекопской стрелковой дивизии Одесского военного округа, с которой участвовал в советско-финляндской войне 1939—1940 годов, за что награждён орденом Красного Знамени. Затем последовательно начальник артиллерии 35-го стрелкового корпуса (Кишинёв) и 2-го механизированного корпуса (Тирасполь). С мая 1941 года — командир 1-й артиллерийской противотанковой бригады РГК, которая формировалась в составе 5-й армии Киевского военного округа в Луцке. Вспоминал: «Бригада истребителей вражеских танков была единственной в Красной Армии, имела на вооружении лучшие по тому времени 76-мм пушки и 85-мм зенитные пушки, которые использовались как для уничтожения воздушных целей, так и для стрельбы по наземным бронированным объектам».

### Великая Отечественная война
В этой должности генерал-майор артиллерии К. С. Москаленко встретил Великую Отечественную войну. Бригада под его руководством участвовала в оборонительных боях в районах гг. Луцк, Владимир-Волынский, Ровно, Торчин, Новоград-Волынский, Малин, в обороне переправ через pp. Тетерев, Припять, Днепр, Десна. С первых сражений К. С. Москаленко не потерял присущего ему хладнокровия, сохранял остроту мышления, личное бесстрашие, всегда находился на линии передовых батарей, стрелявших прямой наводкой. В течение месяца непрерывных боев, находясь на направлении главного удара вражеской группы армий «Юг», бригада уничтожила более 300 танков противника. За боевые успехи, мужество и отвагу К. С. Москаленко 23 июля 1941 года награждён орденом Ленина.
С сентября 1941 года К. С. Москаленко — командир 15-го стрелкового корпуса в составе 5-й армии Юго-Западного фронта, воевал с ним под городами Чернигов, Нежин, Ичня, Пирятин. Затем командовал конно-механизированной группой войск 13-й армии Юго-Западного фронта (52-я и 55-я кавалерийские дивизии, 307-я стрелковая дивизия, 150-я танковая бригада). В дни контрнаступления советских войск под Москвой во главе этой КМГ участвовал в Елецкой наступательной операции, в разгроме елецкой группировки противника и освобождении города Ельца.
Харьков
В декабре 1941 года назначен заместителем командующего 6-й армией Юго-Западного фронта и врио командующего армией. 6-я армия под командованием К. С. Москаленко участвовала в Барвенково-Лозовской наступательной операции и освобождении городов Изюм и Лозовая. С 12 февраля 1942 года — командир 6-го кавалерийского корпуса, с марта по июль 1942 года — командующий 38-й армией (Валуйско-Россошанская оборонительная операция).
Сталинград
С июля 1942 года командовал 1-й танковой армией, с которой участвовал в боях на дальних подступах к Сталинграду (июль—август 1942). В августе 1942 года назначен командующим 1-й гвардейской армией, с которой до октября 1942 года участвовал в Сталинградской битве. В самом начале оборонительного периода Сталинградской битвы 1-я танковая армия, которой командовал К. С. Москаленко, 12 дней подряд почти непрерывно атаковала врага и сдерживала его наступление. По мнению Москаленко, у Калача-на-Дону его армия остановила продвижение 6-й армии Паулюса на Сталинград, был выигран почти месяц для организации обороны в глубине и подтягивания резервов.
40-я армия
В октябре 1942 года был назначен командующим 40-й армией, командуя которой в 1943 году участвовал в Острогожско-Россошанской операции, первом освобождении Харькова, Курской битве, форсировании Днепра.

Указом Президиума Верховного Совета СССР от 23 октября 1943 года за мужество и героизм, проявленные при форсировании Днепра и закреплении плацдарма на его западном берегу, командующему 40-й армией генерал-полковнику Москаленко Кириллу Семёновичу присвоено звание Героя Советского Союза.

38-я армия

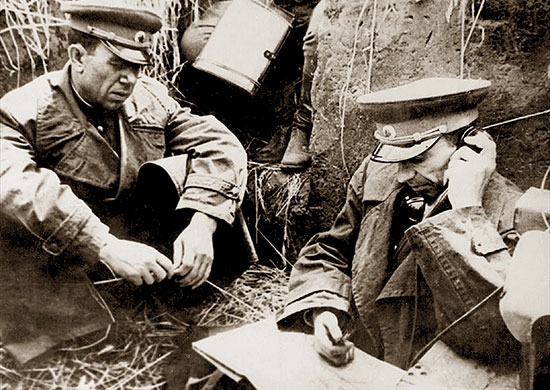
Командующий 38-й армией К. С. Москаленко (слева) и член Военного совета армии А. А. Епишев у карты на командном пункте.
1944 г.

С 27 октября 1943 года и до конца войны вновь был командующим 38-й армией, сменив генерала Н. Е. Чибисова. С этой армией в составе 1-го Украинского, 2-го Украинского и 4-го Украинского фронтов генерал-полковник К. С. Москаленко в 1943 году освобождал Киев (Киевская наступательная операция), в ноябре — декабре 1943 года вновь оборонял его (Киевская оборонительная операция), в 1944 году участвовал в Житомирско-Бердичевской, Проскуровско-Черновицкой, Львовско-Сандомирской, Карпатско-Дуклинской (штурм Дукельского перевала), в 1945 годах — в Западно-Карпатской, Моравско-Остравской, Пражской наступательных операциях.

### Послевоенное время

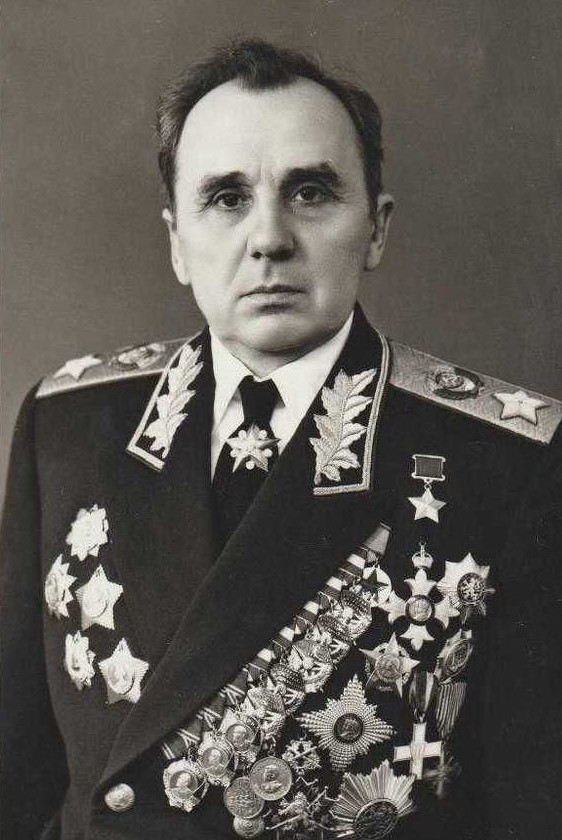
Кирилл Семёнович Москаленко с наградами

После войны К. С. Москаленко командовал 38-й армией, переброшенной в Прикарпатский военный округ. С августа 1948 года — командующий войсками Московского района ПВО. Возглавлял собранную им группу военных, проведшую арест Лаврентия Берии в июне 1953 года: «Вначале мы поручили арест Берии Москаленко с пятью генералами. Он с товарищами должен был иметь оружие, а их с оружием должен был привезти в Кремль Булганин ⟨…⟩. Накануне заседания к группе Москаленко присоединился маршал Жуков и ещё несколько человек», — вспоминал Хрущёв. С июня 1953 года — командующий войсками Московского военного округа. Вспоминал: «Хрущёв сказал, что я назначен командующим войсками Московского военного округа и несу личную ответственность за арестованного Берию». Москаленко вместе с Генеральным прокурором СССР Романом Андреевичем Руденко участвовал в следственных мероприятиях по делу Берии и его сподвижников. Являлся членом Специального судебного присутствия Верховного Суда СССР в декабре 1953 года, осудившего к смертной казни Л. П. Берия и ряд близких к нему лиц.
В 1955 году ему присвоено воинское звание «Маршал Советского Союза».
В 1957 году, поддерживая Н. С. Хрущёва в деле отстранения от власти Маршала Г. К. Жукова, Москаленко активно выступал с обвинениями в адрес Жукова на заседании пленума ЦК КПСС. По воспоминаниям Хрущёва, когда Москаленко со страстью обвинял Жукова за поползновение к захвату власти, Жуков бросил ему: «Что ты меня обвиняешь? Ты же сам не раз мне говорил: „Чего смотришь? Бери власть в свои руки, бери!“»
С 1960 года — Главнокомандующий РВСН — заместитель Министра обороны СССР.

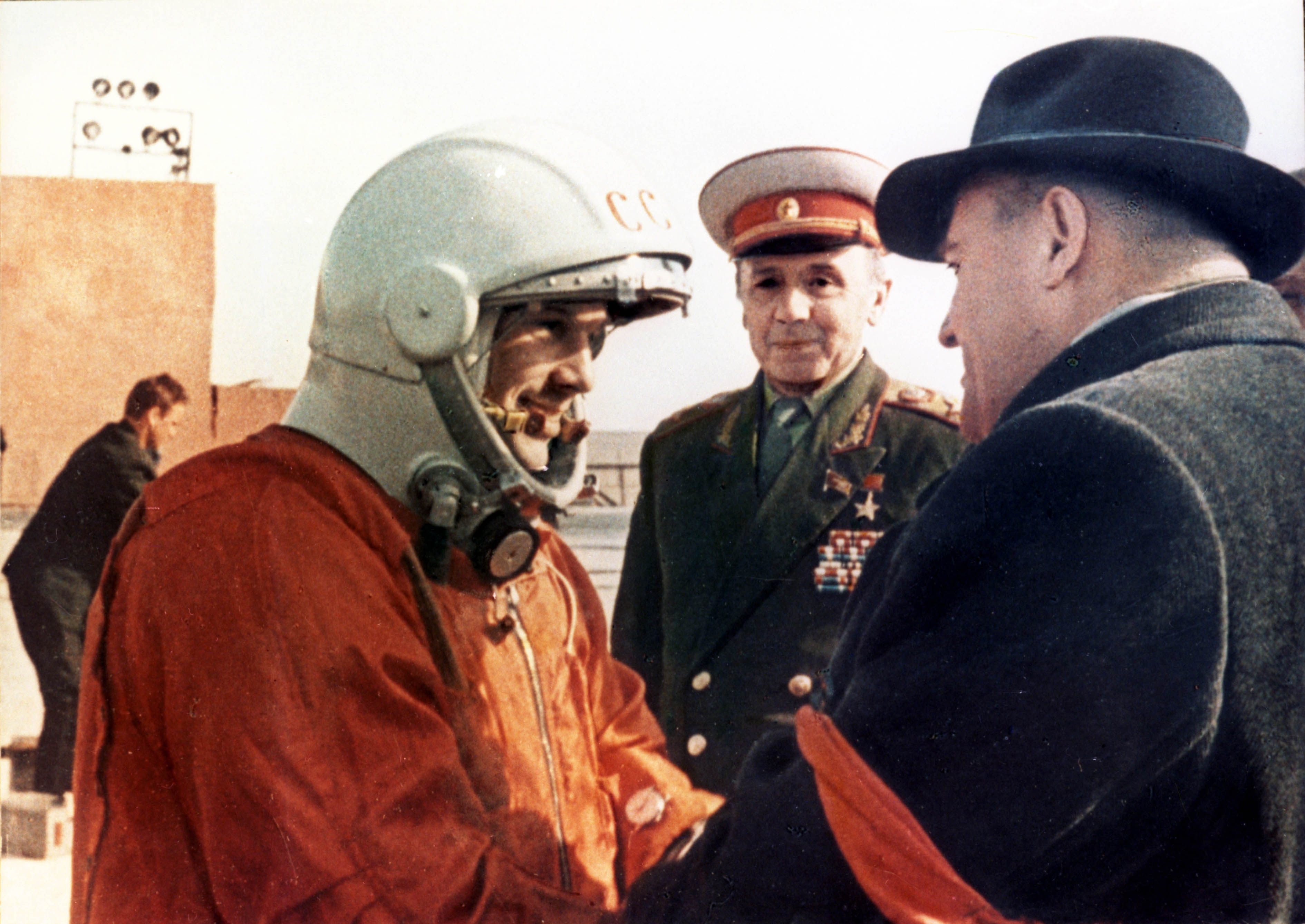
Юрий Алексеевич Гагарин перед полётом (рядом с ним Сергей Павлович Королёв и Кирилл Семёнович Москаленко 12 апреля 1961 года

12 апреля 1961 года вместе с Сергеем Павловичем Королёвым провожал Юрия Гагарина в первый в мире космический полёт.
С 1962 года — главный инспектор Министерства обороны СССР — заместитель Министра обороны СССР.

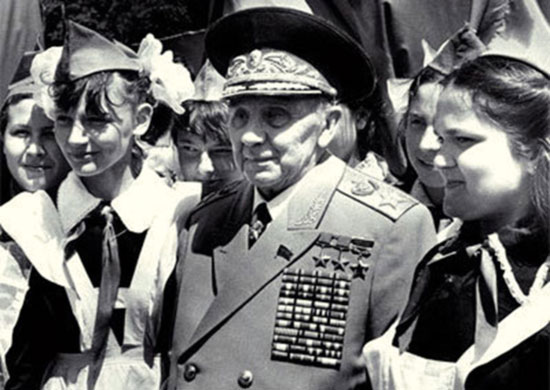
Кирилл Семёнович Москаленко с пионерами на День Победы. 1970-е годы

За заслуги перед Родиной в развитии и укреплении Вооружённых Сил СССР 21 февраля 1978 года награждён второй медалью «Золотая Звезда».
С декабря 1983 года — в Группе генеральных инспекторов МО СССР.
Кирилл Семёнович Москаленко скончался 17 июня 1985 года в Москве. Похоронен на Новодевичьем кладбище.

Кирилл Семёнович Москаленко, впоследствии Маршал Советского Союза, был участником гражданской войны. Артиллерист по основной профессии, он окончил три военных учебных заведения. Великую Отечественную войну начал командиром артиллерийской бригады противотанковой обороны, затем командовал корпусами (стрелковым и кавалерийским), конно-механизированной группой, общевойсковыми и танковыми армиями. С самого начала войны на фронте, в боях за Украину, Дон и Нижнюю Волгу он приобрёл богатый опыт и заметно вырос как полководец. Это положительно сказалось на наступательных боях.
— Дважды Герой Советского Союза Маршал Советского Союза Василевский А. М. Дело всей жизни. — 2-е изд., доп. — М.: Издательство политической литературы, 1975. — С. 306.

## Память
- Его именем было названо Полтавское военное училище связи.
- Почётный гражданин города Тирасполь.
- Улица Маршала Москаленко в Покровске, Горловке, Виннице.
- Бронзовый бюст в Покровске (Украина).

## Критика
Генерал А. В. Горбатов, критикуя К. С. Москаленко за «бесцельные, беспрерывные атаки на одни и те же пункты в течение десяти—пятнадцати дней при больших потерях» в ходе оборонительных боёв под Харьковом, заявил маршалу С. К. Тимошенко (в присутствии Н. С. Хрущёва, И. Х. Баграмяна и самого К. С. Москаленко), показав рукой на Москаленко:

«Это не командарм, это бесплатное приложение к армии, бесструнная балалайка. […] За 5 дней наши дивизии захватили не одну сотню пленных, десятки орудий и миномётов, и всё потому, что действовали по своей инициативе, вопреки приказам командарма. Всё руководство командарма заключается в самом беспардонном отношении к подчинённым. Мы только и слышим: „Гитлеру помогаешь, фашистам служишь, предатель!“ Надоело слушать и бесконечную брань. Неужели командарм не понимает, что своим поведением не мобилизует подчинённых, а только убивает их веру в свои силы? Подобные оскорбления я слышал в Лефортовской тюрьме от следователя и больше слушать не хочу. Сначала я думал, что командарм позволяет себе так разговаривать только со мной, недавно прибывшим с Колымы. Но это трафарет и применяется к каждому из подчинённых».
Режиссёр и сценарист, фронтовик И. И. Николаев в документальной повести «Генерал» даёт негативные характеристики К. С. Москаленко:

«При весьма сомнительном полководческом таланте генерал К. С. Москаленко был угодлив перед Ставкой и безжалостен к своим войскам. Общение с подчинёнными строилось на сочетании оскорблений и истерики. Не признавая за командирами дивизий никакой самостоятельности при выполнении ими боевых задач, установленных Сталиным, Москаленко заранее расписывал в приказах — что, как и когда захватить. При этом совершенно не учитывалось, что силы той же 226-й дивизии совершенно не соответствуют этим планам. Неудивительно, что результат, как пишет А. В. Горбатов, „бывал один: мы не имели успеха и несли потери в два—три раза большие, чем противник“. Настойчивые приказы — несмотря на неуспех, наступать несколько дней подряд с одной и той же исходной позиции в одном и том же направлении — приводили к бессмысленным жертвам».
В наградном листе К. С. Москаленко командующий войсками 1-го Украинского фронта И. С. Конев указывал:

«… [командующий войсками 38-й армии] генерал-полковник Москаленко — волевой и решительный командир. Много работает, не считаясь со временем и своим здоровьем. Тактически грамотен. Лучше умеет наступать, чем обороняться. При осложнении обстановки мало устойчив ⟨…⟩».
Главный маршал авиации А. Е. Голованов вспоминал о К. С. Москаленко следующее:

«…во время войны Москаленко называли „генерал Паника“. Сталин говорил, что у него нет лица. Жуков говорит: „Александр Евгеньевич, мне генерал Паника звонил!“».
Писатель Г. Н. Владимов, выполнявший для серии «Военные мемуары» Воениздата литературную запись воспоминаний генерала П. В. Севастьянова, члена Военного совета 40-й армии под командованием К. С. Москаленко, упоминает следующее:

[П. В. Севастьянов] порассказал мне о художествах «командарма наступления», сперва без пользы растратившего свою армию на Букринском плацдарме, а затем переметнувшегося на плацдарм Лютежский, чтобы отнять 38-ю армию у Н. Е. Чибисова — на том основании (которое придумали они с Хрущёвым), что столицу Украины должен освобождать командарм-украинец.
В романе Г. Н. Владимова «Генерал и его армия» К. С. Москаленко аллегорически изображён под именем «генерала Терещенко».
Н. С. Хрущёв в своих воспоминаниях «Время. Люди. Власть» (запись была сделана на магнитофонную плёнку в 1969 году) так характеризовал К. С. Москаленко:

«Я его знаю и с хорошей, и с плохой стороны. С хорошей знаю в том смысле, что он человек, преданный делу, воевал неплохо, проявлял настойчивость и энергию, не щадил себя. Плохие его стороны — нервозность, неуравновешенность, вспыльчивость, грубость, даже больше, чем грубость. Оскорбления, которые он наносил своим подчиненным, всем известны. Люди, которые находились у него в подчинении, неоднократно жаловались мне на то, что он груб, оскорбляет их. Вот его обычный лексикон: „Враг народа! Предатель! Подлец! Судить надо! Расстрелять надо!“ Это человек настроения, который очень поддаётся влиянию. Он на все способен. Особенно если почувствует, что это выгодно для него, что такая гадость как-то оплачивается, то он пойдет на неё. ⟨…⟩ Существуют несколько Москаленко. Один — это генерал, который честно командовал войсками, попадая во всевозможные переплёты на первом этапе войны. Затем он командовал армией, и его активная роль была заслуженно отмечена. Я лично вносил предложение о присвоении ему, уже после смерти Сталина, звания Маршала Советского Союза. Другой Москаленко — настоящий истерик. Я уже рассказывал анекдотический случай, как при нашем отступлении его выгнала колхозница из своего коровника, где он прятался, переодевшись в крестьянскую свитку, и он, сам украинец, выступил после этого против украинцев, кричал, что все они предатели и всех их надо выслать. Вот неуравновешенность этого человека. А есть и третий Москаленко — приспособленец, алогичный и беспринципный человек».

## Награды

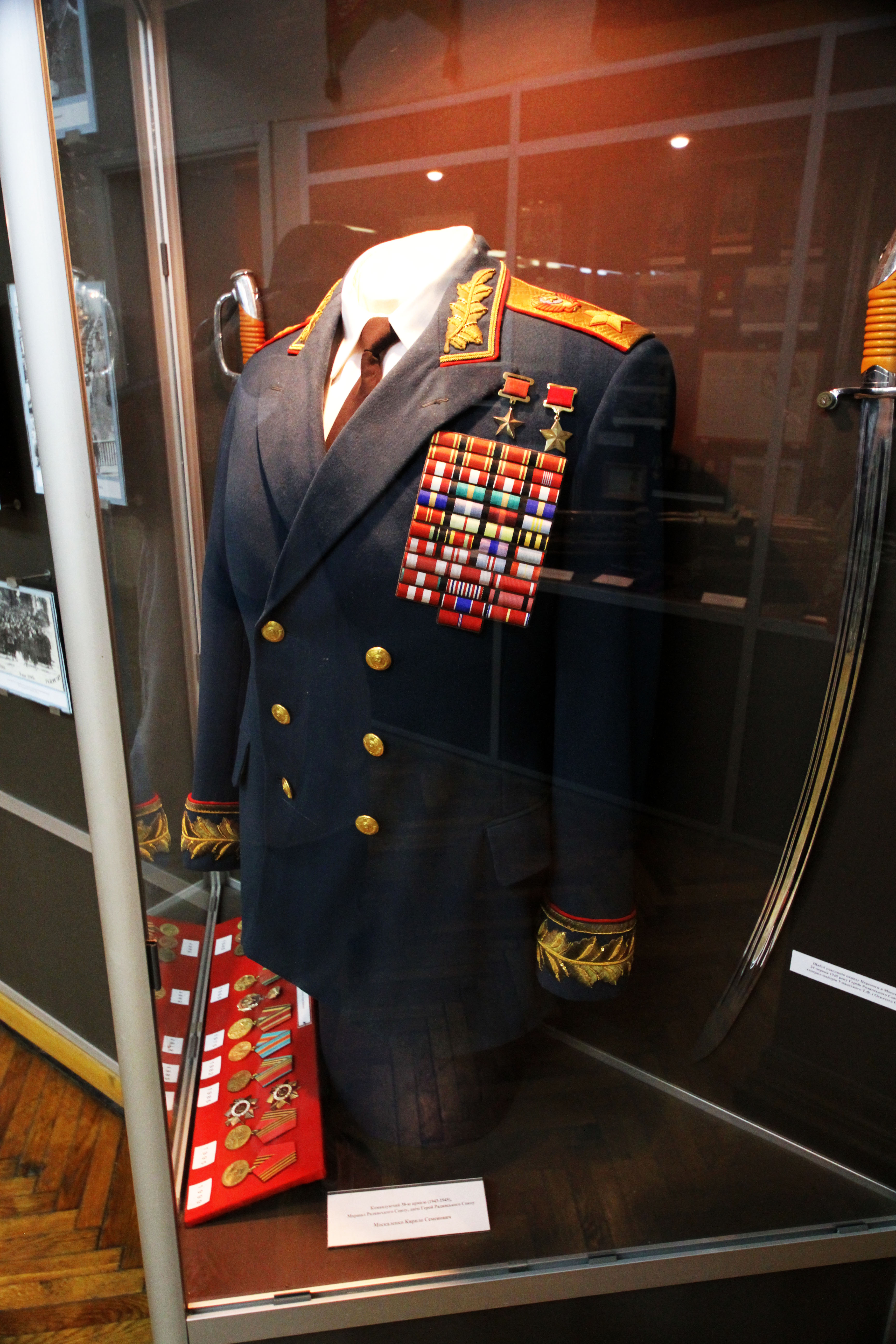
Мундир Кирилла Семёновича Москаленко.

- Герой Советского Союза (Медаль «Золотая Звезда» № 2002, указ от 23.10.1943);
- Герой Советского Союза (Медаль «Золотая Звезда» № 105, указ от 21.02.1978);
- семь орденов Ленина (22.07.1941, 23.10.1943, 6.11.1945, 7.03.1962, 10.05.1972, 21.02.1978, 10.05.1982);
- орден Октябрьской Революции (22.02.1968);
- пять орденов Красного Знамени (7.04.1940, 27.08.1943, 3.11.1944, 15.11.1950, 28.01.1954);
- два ордена Суворова 1-й степени (28.01.1943, 23.05.1943);
- два ордена Кутузова 1-й степени (29.05.1944, 25.08.1944);
- орден Богдана Хмельницкого 1-й степени (10.01.1944);
- орден Отечественной войны 1-й степени (6.04.1985);
- орден «За службу Родине в Вооружённых Силах СССР» 3-й степени (30.04.1975);
- пятнадцать медалей СССР;
- Герой Чехословацкой Социалистической Республики (3.10.1969);
- двадцать восемь орденов и медалей других государств:
  - орден Белого льва II степени (09.11.1948, ЧССР)[18]
  - почётный Рыцарь-командор ордена Британской империи.

## Воинские звания
- Полковник (16.08.1938).
- Комбриг (15.04.1940).
- Генерал-майор артиллерии (6.06.1940).
- Генерал-лейтенант (19.01.1943).
- Генерал-полковник (19.09.1943).
- Генерал армии (3.08.1953).
- Маршал Советского Союза (11.03.1955).

## Сочинения
- Москаленко К. С. На Юго-Западном направлении. — М.: Наука, 1969.
- Москаленко К. С. От Воронежа до Харькова // Военно-исторический журнал. — 1963. — № 4. — С. 25—33.
- Москаленко К. С. Карпатско-Дуклинская операция // Военно-исторический журнал. — 1965. — № 7. — С. 17—23.
- Москаленко К. С. Провал контрнаступления немецко-фашистских войск под Киевом в ноябре 1943 года // Военно-исторический журнал. — 1972. — № 3. — С. 61—69.
- Москаленко К. С. Пражская операция // Военно-исторический журнал. — 1975. — № 5. — С. 102—110.
- Москаленко К. С. Генерал армии А. А. Епишев (К 70-летию со дня рождения) // Военно-исторический журнал. — 1978. — № 5. — С. 59—63.